# 裂檐苣苔
裂檐苣苔（学名：Schistolobos pumilus）为爵床科延苞蓝属下的一个种。其种加词“pumilus”意为“矮小的”。
现接受名为裂檐苣苔（Oreocharis pumila (W.T.Wang) Mich.Möller & A.Weber, 2011）。